# Heinrich Joachim von Sichrovsky

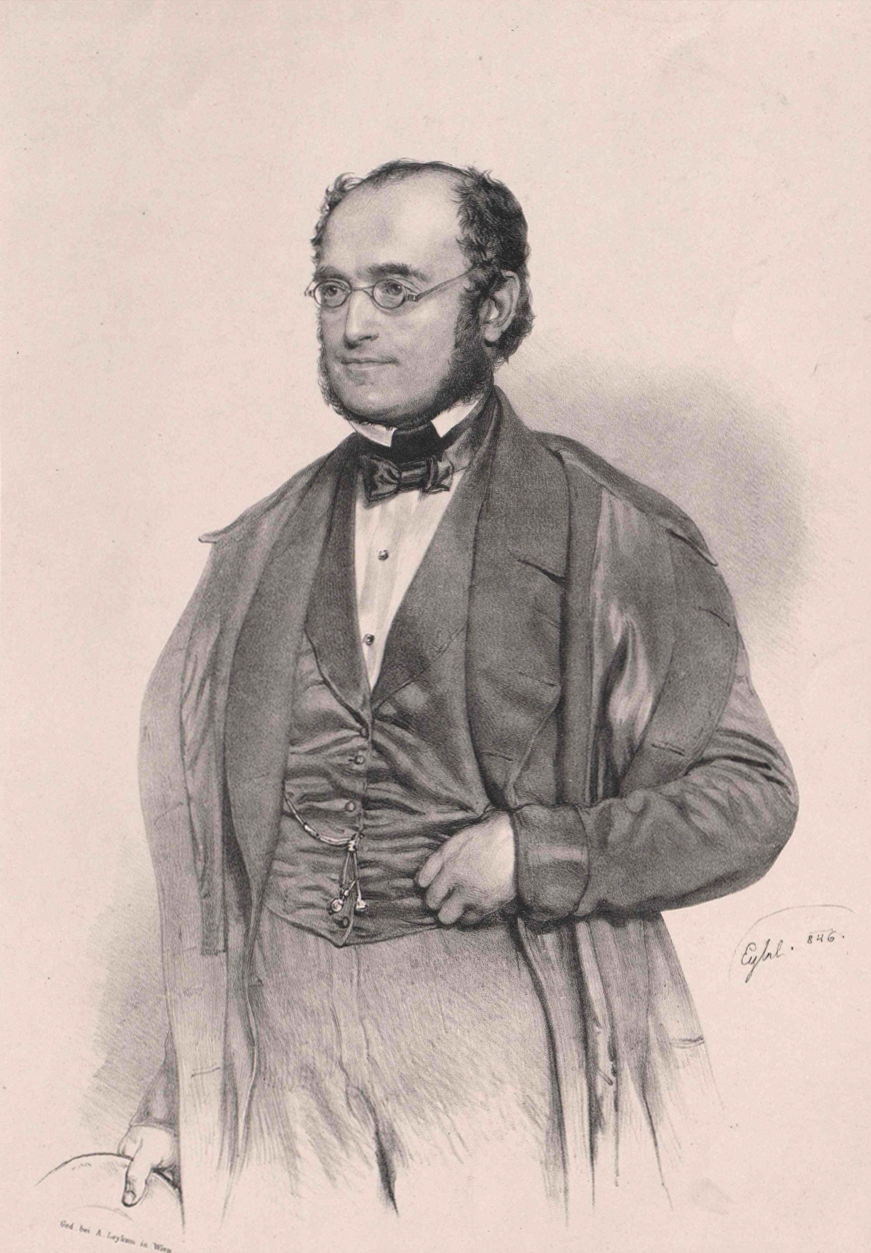
Heinrich von Sichrovsky (1846), Porträt von Franz Eybl

Heinrich Joachim von Sichrovsky (auch: Heinrich Sichrovsky oder Heinrich Joachim Ritter von Sichrovsky, * 12. Juni 1794 in Wien; † 10. Juli 1866 in Baden bei Wien, Niederösterreich) war ein Eisenbahnpionier, Verwaltungsbeamter, Religionsfunktionär und Autor.

## Leben

### Familie und Schulbildung
Heinrich Sichrovsky war der eheliche Sohn des Moses Sichrovsky (9. November 1762 – 17. Juli 1822) und dessen Gattin Elisabeth Braindl Kuh (8. Jänner 1767 – 13. November 1838). Er besuchte die Grundschule und danach das Gymnasium und die Realakademie bei St. Anna in Wien.
1847 heiratete er Babette (Betty) Cohn (auch: Kohn geschrieben; 13. Februar 1821 – 2. Februar 1878). Der Ehe entstammten zwei Kinder: Elise von Sichrovsky (12. September 1848 – 15. März 1929) und Sophie von Sichrovsky (3. Februar 1851 – 9. Mai 1910). Der Sohn von Elise von Sichrovsky mit Theodor Gomperz war Rudolf Gomperz. Die jüngere Tochter Sophie heiratete 1883 den Berliner Chemiker Hans Max Jahn, einen Großneffen des Turnvaters Friedrich Ludwig Jahn.
Heinrich Sichrovsky starb am 10. Juli 1866 in Baden bei Wien und wurde auf dem Jüdischen Friedhof Währing in Wien begraben. Während der NS-Herrschaft in Österreich wurde er exhumiert und am 25. Juli 1941 in der Neuen Jüdischen Abteilung des Wiener Zentralfriedhofs wiederbeigesetzt (Tor IV, Gruppe 14A, Reihe 13, Nr. 6).

### Beruf

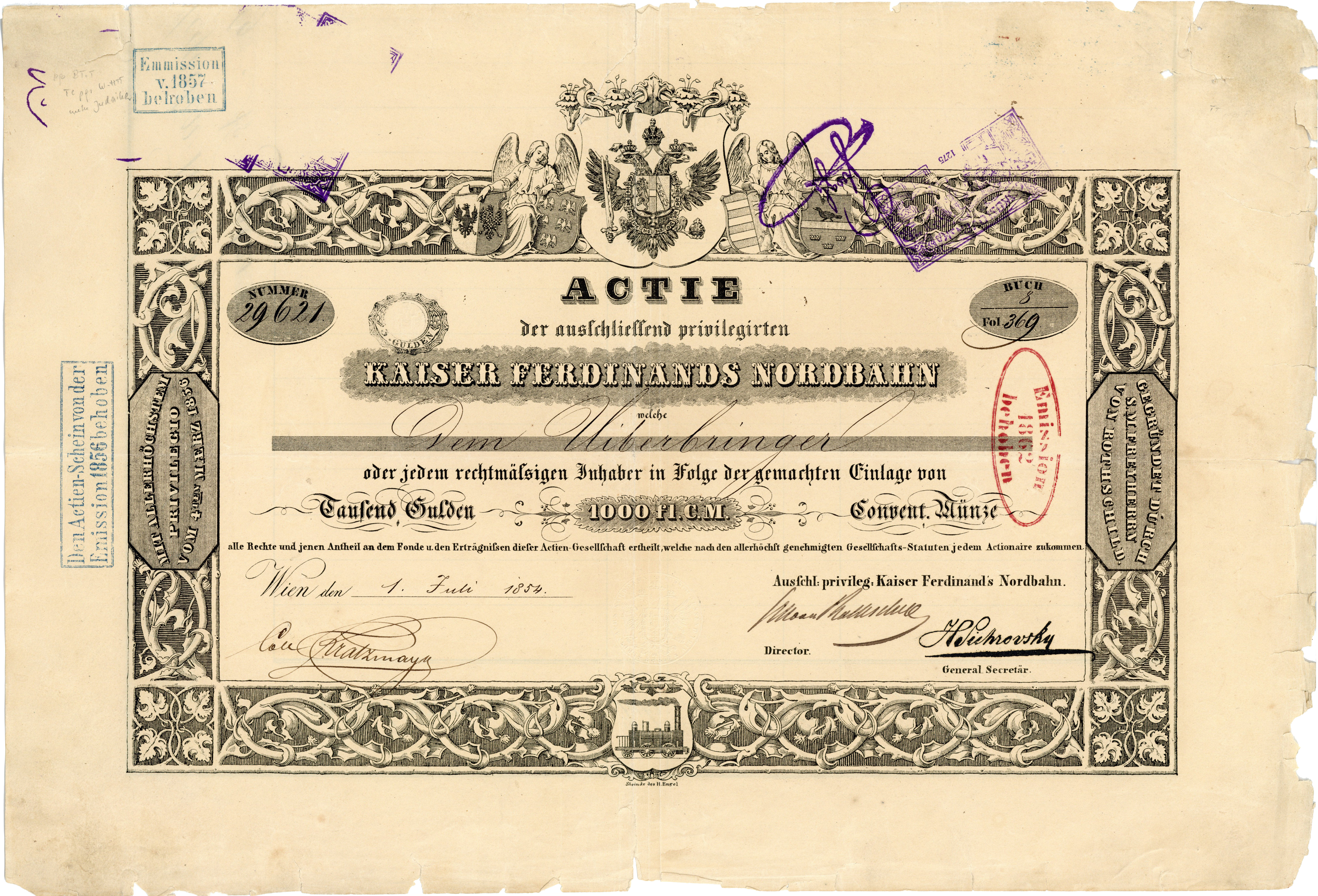
Aktie der Kaiser Ferdinands Nordbahn über 1.000 Gulden, ausgegeben in Wien am 1. Juli 1854, im Original unterschrieben von Salomon Mayer Freiherr von Rothschild als Direktor, daneben erscheint die Originalunterschrift von Heinrich Joachim Sichrovsky, bereits früher Mitglied des provisorischen Gründungs-Komitees der Nordbahn und dann gewichtiger Generalsekretär.

Seine ersten beruflichen Erfahrungen machte Heinrich Sichrovsky im Wiener Großhandels- und Bankhaus H. Biedermann´s Söhne, das mit dem Bank- und Wechselhaus S. M. v. Rothschild assoziiert war. Er erhielt bald die Prokura.
Heinrich Sichrovsky reiste viel und lernte dabei auch die damals neue Dampfeisenbahn kennen. 1834 publizierte er „Promemoria über die Anlage, Unterhaltungskosten und Frachtquantum“ zu Dampfeisenbahnen. Rothschild erhielt, nach anfänglicher heftiger Gegnerschaft z. B. von Seiten Kaiser Franz I. und seines Nachfolgers Ferdinand, 1836 das Privileg zum Bau der ersten Dampfeisenbahn in Österreich zwischen Wien und den Salzbergwerken von Bochnia (Galizien).
Die Gesellschaft zur Finanzierung des Baus der Eisenbahn wurde als Aktiengesellschaft gegründet und Heinrich Sichrovsky wurde deren erster Generalsekretär. Die Eisenbahnlinie wurde als k.k. privilegierte Kaiser Ferdinands-Nordbahn (KFNB) bezeichnet.
1844 suchte Heinrich Sichrovsky erfolglos um eine Konzession für eine „atmosphärische Eisenbahn“ an. Diese hätte teils als Hochbahn, teils ähnlich wie die spätere Wiener Stadtbahn nach Hütteldorf geführt. Ebenfalls wurde ihm 1845 die Genehmigung zur Gründung einer „Anglo-Austrian Railway-Company“ als Aktiengesellschaft versagt wie auch 1855 eine geplante Westbahn von Stockerau durch das Donautal über Linz nach Salzburg.

### Israelitische Gemeinde Wien
Sichrovsky war in der Israelitischen Gemeinde Wien aktiv und galt als Reformer. 1819 war er Leiter verschiedener sozialer Einrichtungen (z. B. Chewra Kadischa, Gemulath chesed-Ver.), 1825 im Ausschuss für den Bau und ab 1830 Vorsteher des Bethauses in der Seitenstettengasse. Er war einer der Hauptgründer des Leopoldstädter Tempels. Ab 1838 war er Sekretär und 1843 bis 1860 Vertreter des Vorstandes der jüdischen Gemeinde und sorgte, neben der Förderung des Schulunterrichts und Gründung des israelitischen Handwerkervereins, für Reformen. 1848 richtete er eine Petition zur „vollständige Gleichstellung aller Glaubensbekenntnisse“ an den Kaiser.

### Auszeichnungen
Politisch hingegen war Sichrovsky konservativ. Er erhielt 1850 als einer der ersten Juden das Wiener Bürgerrecht. 1866 wurde er mit dem Orden der Eisernen Krone III. Klasse ausgezeichnet und geadelt. Da die Adelsurkunde erst nach seinem Tode zugestellt wurde, ist es fraglich, ob er selbst als geadelt gelten kann.

### Vereine
Sichrovsky war den schönen Künsten zugewandt und verkehrte gerne in Künstlerkreisen. 1816 beteiligte er sich an der Gründung der literarisch-geselligen Wiener Künstlergesellschaft Ludlamshöhle. Nach deren Aufhebung 1826 war er Mitglied ähnlicher Vereinigungen wie z. B. der 1855 gegründeten „Grünen Insel“.

### Schriftstellerische Tätigkeit
Sichrovsky war auch Dichter von Oden und Balladen, humoristischen Traktaten, satirischen Epigrammen und Vortragender von Stegreifliedern sowie Autor. An den Juxblättern seines Bruders beteiligte er sich mit Beiträgen (u. a. „Dummologie“, 1826).

## Silberne Lokomotive

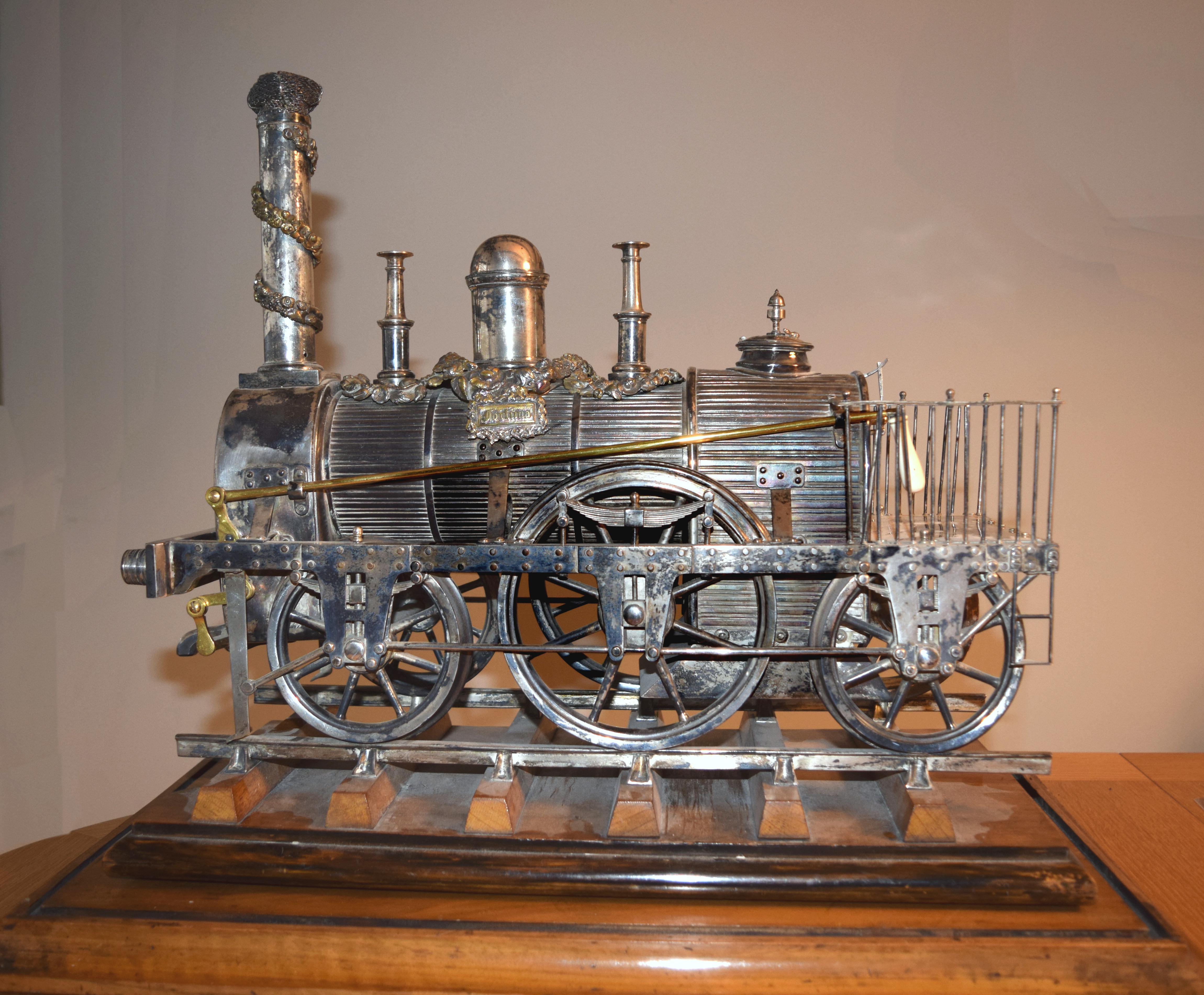
Die Silberne Lokomotive

Die Silberne Lokomotive ist ein Modell einer Dampflokomotive aus der Frühzeit der Eisenbahn und war im Jahr 1845 ein Geburtstagsgeschenk seiner Mitarbeiter an Heinrich Sichrovsky. Das Modell war über viele Jahrzehnte verschollen und wurde nach dem Wiederauffinden der Israelitischen Kultusgemeinde für Tirol und Vorarlberg übergeben. Die Eigentumsverhältnisse an der Silbernen Lokomotive sind nach wie vor ungeklärt.

### Von Heinrich Sichrovsky
- (gem. mit F. X. Riepl): Reisetagebücher. Notizen, gesammelt auf einer Reise ... , 5 Bände, 1829ff.
- Das Project der Wien-Bochnia-Eisenbahn, in techn., commercieller und finanzieller Hinsicht beleuchtet, 1836.
- Briefe, Bänkelgesänge, Gelegenheitsged. und -lieder.

### Über Heinrich Sichrovsky
- Jüdisches Museum Hohenems: Hans Sichrovsky, Genealogie Hohemems. In: Genealogie Jüdisches Museum Hohemems. Jüdisches Museum Hohemems, 23. März 2019, abgerufen am 23. März 2019.
- Harry Sichrovsky: Mein Urahn – Der Bahnbrecher: Heinrich Sichrovsky und seine Zeit. 1. Auflage. new academic press, 1988, ISBN 3-7003-0787-X.
- M. Martischnig: Sichrov(w)sky, Heinrich Joachim von. In: Österreichisches Biographisches Lexikon 1815–1950 (ÖBL). Band 12, Verlag der Österreichischen Akademie der Wissenschaften, Wien 2005, ISBN 3-7001-3580-7, S. 221 f. (Direktlinks auf S. 221, S. 222).